# Ammoniumwaterstofcarbonaat

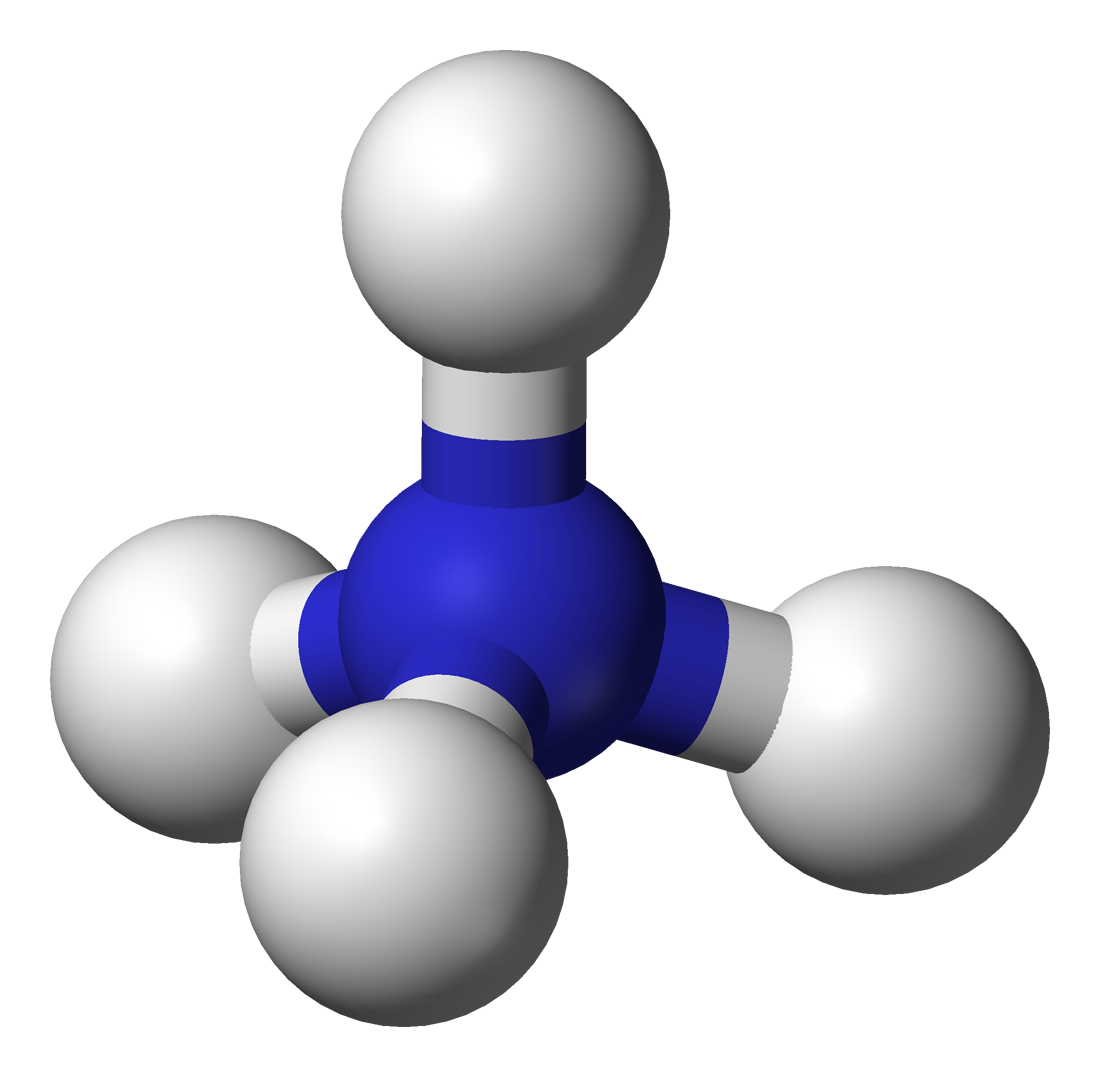
Het positief ammonium ion NH_{4}^{+}

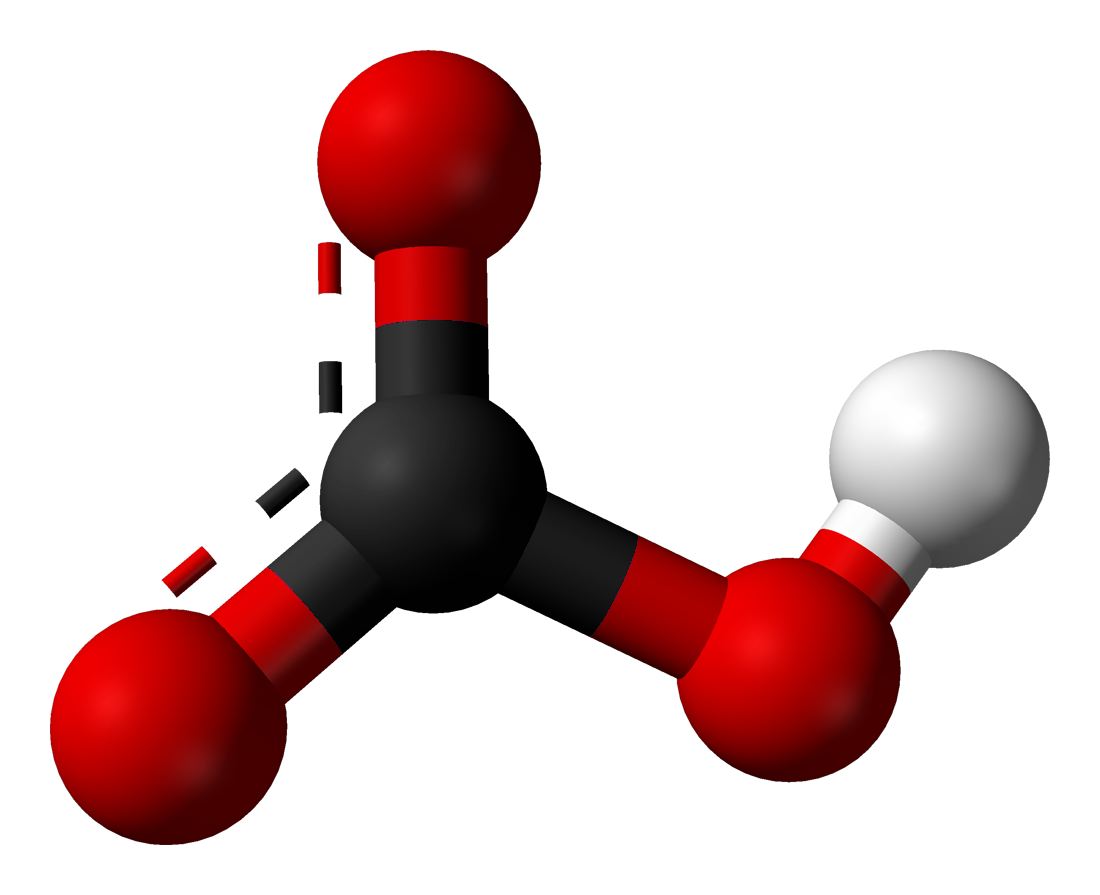
Het negatief waterstofcarbonaat ion HCO_{3}^{−}

Ammoniumwaterstofcarbonaat of ammoniumbicarbonaat is een wit poeder, het zout van ammoniak en waterstofcarbonaat met scheikundige formule NH4HCO3.
Bij verhitting tussen 36 °C en 60 °C ontbindt ammoniumwaterstofcarbonaat zich tot ammoniak, water en kooldioxide volgens de endotherme reactie:
{\displaystyle {\ce {NH4HCO3 -> NH3 + H2O + CO2}}}

## Toepassingen
- Ammoniumwaterstofcarbonaat wordt gebruikt in de voedingsindustrie als rijsmiddel voor vlakke koekjes (E 503ii). Vroeger werd het meer toegepast, maar nu is het grotendeels vervangen door natriumwaterstofcarbonaat en of natriumcarbonaat. Ammoniumwaterstofcarbonaat biedt het voordeel om geen zoute of zeepachtige smaak achter te laten als het niet volledig omgezet is, maar biedt bij meer volumineus gebak het nadeel dat het soms naar ammoniak smaakt.
- Ammoniumwaterstofcarbonaat vond toepassing als kunstmest, maar is verdrongen door ureum.
- Ammoniumwaterstofcarbonaat wordt gebruikt in blusmiddelen, medicijnen, kleurstoffen, kunststof, keramiek, leerlooierij en katalysatoren.
- Er zijn proeven met ammoniumwaterstofcarbonaat voor het kunnen benutten van laag calorische afvalwarmte door een gesloten systeem van blauwe energie ('salinity gradient power'). Doordat ammoniumwaterstofcarbonaat bij 45 tot 60 graden Celsius ontleedt in ammoniak en CO2 en in koud water weer als ammoniumwaterstofcarbonaat wordt opgenomen behoudt het systeem de voor blauwe energie noodzakelijke oplossingen van twee verschillende zoutgehalten.[1]

## Veiligheid
Ammoniumwaterstofcarbonaat irriteert huid, ogen en longen.